# Livestreaming
Livestreaming ist eine Variante von Streaming Media, bei der die übertragenen Multimediainhalte in Echtzeit (englisch live) bereitgestellt werden. Zu den verbreiteten Anwendungen zählen Internetfernsehen, Internetradio, Videokonferenzen und das Erstellen von Livestreams von Streamern auf Streamingportalen. Interaktive Livestreams werden auch als Webcast bezeichnet. Handelt es sich um eine Lehrveranstaltung, wird auch von einem Webinar gesprochen.
Live-Streaming ist nicht gleichzusetzen mit der Übertragung von Live-Webcam-Bildern auf einer Website. Bei letzterer wird lediglich in einem bestimmten Abstand ein Standbild, beispielsweise einer Webcam, via FTP auf einen Webserver hochgeladen.
Im Gegensatz zum Live-Streaming steht das On-Demand-Streaming.

## Technik
Beim Livestreaming wird ein Audiosignal, ein Videosignal oder beides zusammen mittels eines Hardware- oder Software-Encoders in einen Datenstrom umgewandelt und kann so über einen digitalen Übertragungskanal (z. B. das Internet) übertragen werden. Dabei kommen je nach Komprimierungsgrad und Übertragungsqualität verschiedene Streaming-Codecs zum Einsatz.
Es gibt eine Vielzahl an Computerprogrammen und Onlinediensten, die das Live-Streaming ermöglichen. Viele Softwareunternehmen wie Microsoft, Adobe und Real bieten fertige Lösungen an.
Man unterscheidet zwischen Peer-to-Peer (P2P), Streaming-Servern und einer Software-Lösung durch einfache Webserver, deren Inhalte durch Streaming-Clients abgerufen werden.
Im Falle der P2P-Lösung wird seitens eines zentralen Servers eine Verbindung zwischen zwei Teilnehmern – hauptsächlich bei Videokonferenzen – vermittelt, die unabhängig vom Server Daten austauschen. Der Vorteil ist, dass der zentrale Server nicht mit den Daten belastet wird und die Video-/Audio-Streams zwischen beiden Rechnern über deren Leitungen übertragen wird. Dabei kann der Betreiber des Servers keinen Einfluss auf die Qualität des übertragenen Streams nehmen.
Im Falle der serverbasierten (Streamingserver) Lösung wird der Stream vom erzeugenden Rechner (Producer) an einen zentralen Server gesendet, der den Stream über das Internet an tausende Zuschauer zugleich übertragen kann. Ein Beispiel dafür sind Livekonzerte oder Videokonferenzen. Live-Streaming wird oft bei Fernsehübertragungen genutzt.

## Geschichte und Anwendungen

### Anfänge und technische Entwicklung
Bereits in den 1990er-Jahren wurden Livestreams im Internetfernsehen/IPTV, Internetradio und für Übertragungen von Veranstaltungen und einzelnen Orten eingesetzt. Popularität gewannen neben TV-Übertragungen vor allem Spartenprogramme, die im klassischen Fernsehen nicht möglich wären oder eine zu geringe Einschaltquote hätten. Erst durch den verbreiteten Netzausbau, den Umstieg von ISDN auf DSL, einfacher zu bedienenden Diensten und der steigenden Anzahl von Internetnutzern wurden auch Livestreams beliebter.
2003 startete der Videokonferenz-Dienst Skype (Video over IP), der später von Microsoft übernommen worden ist.
Die Anzahl der Nutzer von Livestream-Plattformen in Deutschland stieg von 15,6 Millionen im Jahr 2013 auf 24,3 Millionen im Jahr 2017.
Livestream-Dienste sind heute meist auch für Smartphone- und Tabletcomputer optimiert oder sogar nur dafür ausgerichtet. 2014 wurde der erste Livestream mit einer 4K-Auflösung übertragen.

### Übertragungen von Computerspielen
2007 startete die Livestreaming-Website Justin.tv. Computerspielübertragungen wurden seit 2011 auf die Webseite Twitch ausgelagert. Am 5. August 2014 wurde Justin.tv eingestellt. Twitch hingegen entwickelte sich zur erfolgreichsten Plattform für Livestreaming, was unter anderem dem Erfolg von Let’s-Play-Videos geschuldet ist. 2013 verzeichnete Twitch monatlich mehr als 45 Millionen Zuschauer auf 6 Millionen Streaming-Kanälen. Aufgrund des Erfolgs von Computerspiele-Livestreams folgten weitere Plattformen wie Mixer von Microsoft im Jahr 2015 und Hitbox.tv im Jahr 2013, die 2017 in Smashcast.tv umbenannt wurde. Für Computerspiele auf YouTube wurde 2015 der Dienst YouTube Gaming geschaffen. Ende August 2014 wurde bekannt, dass Amazon das Unternehmen von Twitch für 970 Millionen US-Dollar übernommen hat. Twitch steht weltweit auf dem 26. Alexa-Rang und in Deutschland steht es auf Platz 23.
Auch für den E-Sport wurden Livestream-Übertragungen immer wichtiger, so stieg z. B. der E-Sport-Sender ESL TV auf Twitch um. Eine besondere Form des Livestreamens von Computerspielen sind Spiele, die auf den Livestream ausgerichtet sind. So können z. B. durch Abstimmungen im Chat Entscheidungen für ein Spiel abgelesen werden. Ein bekanntes Beispiel für eine solche Aktion war Twitch Plays Pokémon aus dem Jahr 2014, die danach mit vielen weiteren Spielen fortgesetzt worden ist.
Der Streamer mit den meisten Followern (über 18,5 Millionen) ist aktuell Ninja, der vor allem durch das Computerspiel Fortnite bekannt geworden ist. Im deutschsprachigen Raum ist dies zurzeit MontanaBlack mit über 5 Millionen Followern.
Seit Mitte der 2010er-Jahre werden zudem Cloud-Gaming-Dienste populärer, bei denen das Bild von einem Computerspiel auf einem Server per Livestream auf den Klienten übertragen wird. Bekannte Dienste sind z. B. Shadow, Google Stadia, xCloud, Project Atlas, GeForce Now, PlayStation Now (Vorgänger war Gaikai) und MESS vom Internet Archive.

### Software und Hardware
Konsolen wie die PlayStation 4 und Xbox One aus dem Jahr 2013 haben bereits Funktionen für das Livestreaming integriert. Vorher wurden dafür sogenannte Videograbber eingesetzt. Auch einige Computerspiele und Computerspiel-Clients haben Funktionen für Streamer eingefügt, z. B. für direktes Livestreaming oder zur Anonymisierung. Als wichtige Software für das Livestreaming etablierte sich Wirecast (2004), Open Broadcaster Software (Kurz: OBS) aus dem Jahr 2012 und Xsplit aus dem Jahr 2016. Zudem entstanden mit der Zeit mehrere Overlay-Erweiterungen wie z. B. Streamlabs. Einige Programme wie vMix erlauben es, nativ Gäste zuzuschalten oder Inhalte sozialer Medien einzublenden.

### Livestreams vor der Webcam als Form der Unterhaltung und des Vlogs
Für Nicht-Gaming-Content setzten sich die Plattformen YouNow, die im Jahr 2011 gegründet wurde und 2014 in Deutschland startete, und Periscope aus dem Jahr 2015 durch. Ebenfalls wurden Livestreams auf Facebook bzw. Facebook Watch beliebter. YouTube startete bereits seit 2009 Liveübertragungen von wichtigen Veranstaltungen wie Konzerten oder den Sprung von Felix Baumgartner. Im April 2011 wurde die Livestream-Funktion für ausgewählte Partner freigeschaltet. Im Jahr 2013 wurde die Funktion erst für Nutzer mit mindestens 10 Tausend Abonnenten, dann 100 und am Ende des Jahres für alle freigeschaltet.
Häufig berichten die Streamer in ihren Livestreams aus ihrem Leben, interagieren mit den Zuschauern oder gehen einer kreativen Tätigkeit oder einem Hobby nach. Eine Unterform des Livestreams ist der Charity-Livestream, bei dem die Reichweite der oder des Livestreamer(s) für das Sammeln von Spenden ausgenutzt wird. Bekannte Beispiele hierfür sind Friendly Fire und Loot für die Welt.
Durch die Popularität von Livestreaming nutzten auch einige Prominente und bekannte Gruppen regelmäßig die Funktion.

### Andere Einsatzgebiete von Livestreams
Ein weiteres Livestream-Phänomen sind Videochats mit Unbekannten, durch Plattformen wie Chatroulette und Omegle, die beide 2009 entstanden sind.
Im Bereich der Fernwartung und des Screen-Sharing über das Internet bewährte sich vor allem TeamViewer aus dem Jahr 2005. Vorher gab es bereits für lokale Netzwerke Dienste wie den Remote Desktop Protocol von Microsoft.
Im Bereich der Pornografie setzten sich Seiten wie LiveJasmin (2001), Chaturbate (2011) und BongaCams (2012) durch, die gemessen am Alexa-Rang zu den meisten aufgerufenen Seiten im Internet gehören. Aber auch bekanntere Pornowebseiten erweiterten ihr Angebot um eine Livestream-Funktion. Darsteller werden als Camgirl bzw. Camboy bezeichnet.

## Livestreaming als Rundfunk
Im Jahr 2017 wurde in Deutschland von Landesmedienanstalten verlautbart, auch Livestreams über das Internet könnten als Rundfunk oder rundfunkähnlich eingestuft werden und bräuchten dann eine medienrechtliche Zulassung. Dies treffe zu, wenn es sich um professionelle, redaktionell aufbereitete Livestreams handele; kleinere, als Hobby betriebene Livestreams fallen nicht unter den Begriff des Rundfunks und bedürfen keiner entsprechenden Zulassung. Für seinen Stream, den er zusammen mit Angestellten betreibt, hat Gronkh beispielsweise inzwischen eine Rundfunklizenz beantragt und erhalten. 2018 vergab die Landesmedienanstalt in Baden-Württemberg die erste Rundfunklizenz für einen Facebook-Livestream. 2019 wurden auch kleinere Streamer wie Drachenlord und DerZinni wegen des Fehlens einer Rundfunklizenz von der bayerischen Landesmedienanstalt abgemahnt, und das Produzieren von Livestreams wurde ihnen untersagt. Als rundfunkpflichtig sind nach der Medienanstalt audiovisuelle Angebote, die die folgenden Kriterien erfüllen:
- linear, also live verbreitet werden,
- von mehr als 500 Zuschauern/Usern gleichzeitig gesehen werden können,
- redaktionell gestaltet sind und
- „entlang eines Sendeplans“ regelmäßig und wiederholt verbreitet werden.

Grundlage ist der Rundfunkstaatsvertrag. Diese Regelung wird allerdings heftig kritisiert und als nicht mehr zeitgemäß bezeichnet, weil eine Rundfunklizenz für einen Hobby-Livestreamer teuer ist, auf Plattformen wie Twitch immer mehr als 500 Zuschauer zusehen könnten und es fraglich ist, ob das Berichten aus dem eigenen Leben und das Kundgeben von Meinungen als „redaktionell“ anzusehen ist, und weil die Sendezeit zu „schwammig“ ausgelegt wird. So gibt es bereits Entwürfe für einen neuen Medienstaatsvertrag mit einer Sonderregelung, die unter anderem von PietSmiet unterstützt werden.

## Risiken und Gefahren
Livestreams werden auch für Aktionen wie Swatting, Trolling, Spendenbetrug, Telefonstreiche, Veröffentlichen von privaten Daten und Adressen, Verletzen der Privatsphäre oder Scherz-Bestellungen missbraucht, um so dem Streamer einen finanziellen, seelischen oder körperlichen Schaden zuzufügen. In einigen Fällen kann es auch zu Stalking, Cyber-Mobbing oder Sexting mit Minderjährigen kommen. In Computerspielen stellt vor allem das Stream Sniping ein Problem dar. Kritisiert wird ebenfalls das oft mangelnde Eingreifen von Hilfsdiensten und Polizei beim Begehen von Straf- und Gewalttaten, wie zum Beispiel bei der Liveübertragung des Terroranschlags auf zwei Moscheen in Christchurch via Facebook.

## Einnahmen durch Live-Streaming
Einige Streamer verdienen Geld durch Werbung in und zwischen den Streams, Produktplatzierungen in den Livestreams, Reflinks als Teil von Affiliate-Marketing, Merchandising-Artikel sowie kostenpflichtige Abonnements mit Zusatzfunktionen und Belohnungen wie z. B. zusätzlichen Emoticons und Spenden z. B. über „Bits“, eine eigens von Twitch eingeführte Währung, oder Plattformen wie Patreon.